# ويليام هنري (صانع أسلحة)
كان ويليام هنري (بالإنجليزية: William Henry)‏ (من مواليد 19 مايو 1729 - 15 ديسمبر 1786) صانع أسلحة أمريكي ومهندس وتاجر من لانكستر بولاية بنسلفانيا، ومندوب لبنسلفانيا إلى مؤتمر فيلادلفيا عام 1784، و1785، و1786. استهر هنري لمساهماته في تطوير المحركات البخارية الأولى.

## سيرته الذاتية
وُلد وليام هنري بالقرب من داوننغتون بولاية بنسلفانيا لعائلة من أصول إسكتلندية-أيرلندية. كان هنري قبل خدمته في الكونغرس القاري يعمل كصانع للأسلحة وقدم البنادق للبريطانيين خلال الحرب الحرب الفرنسية والهندية: حيث كان يعمل بنفسه كقائد للدروع، ورافق الجنود على مهمة جون فوربس الناجحة لاستعادة فورت دوكوسن في 1758. وبحلول عام 1760، وفقًا لسكوت بول غوردون، تخلى هنري إلى حد كبير عن اهتمامه بصناعة الأسلحة وأصبح تاجرًا ناجحًا في لانكستر.
خدم هنري في وقت لاحق في العديد من المناصب في مجال الخدمة العامة، بما في ذلك مساعد المفوض العام للجيش القاري في مقاطعة لانكستر، وفي عام 1779، كان مفوضاً لفرقة بنسلفانيا وديلاوير وماريلند. أدار هنري في هذه المواقع مبالغ طائلة من المال واكتسب ونقل كميات هائلة من المواد. (لم يعد ينتج المسدسات، لكنه اكتسبها - إلى جانب الأحذية والقبعات والدقيق - لتزويد القوات الحكومية والقارية بها). وفي عام 1780 أخبر هنري جوزيف ريد أنه قد "وضع... بين ستين وسبعين ألفًا. باوند "فقط" لشراء أجور عمال جلدية ودفع أجورهم في مصنع الأحذية الذي أنشأه "في فيلادلفيا والنتاون ولانكستر". تم ملء مراسلاته برسائل من قادة الجيش، بما في ذلك جورج واشنطن، من أجل الحصول على الأسلحة وغيرها من المواد. كان هنري أمين خزانة لانكستر لسنوات عديدة، وهو منصب شغلته زوجته آن وود هنري، بعد وفاة هنري عام 1786.
كان هنري مثقفًا وساعد في تأسيس مكتبة جوليانا للمكتبة في لانكستر عام 1759، والتي كانت موجودة خلال الثورة وبعدها في مقر إقامته، وحصل على عضوية الجمعية الفلسفية الأمريكية في فيلادلفيا، التي كانت أول مرة يتعامل معها. طبع هنري في عام 1771 قصة عن اختراعه «حيث طبع سجل ذاتي الحركة أو سجل حرفي» لتنظيم مداخن الفرن. اخترع هنري البرغي الذي تم تصنيعه وبيعه حصريًا في متجر لانكستر التابع له، واعتبره البعض باختراع المركب البخاري، حيث زار روبرت فولتون البالغ من العمر اثنتي عشرة عامًا وهو جار لانكستر مدينة هنري عام 1777، منذ عام 1763 على متن قوارب بمحركات بخارية على نهر كونستوغا (بدأت تجارب فولتون الخاصة فقط في عام 1786 في إنجلترا). كان هنري وعائلته أعضاءًل في تجمع مورافيا (كنيسة الموحد) في لانكستر. كان هنري أقرب راعي لبنجامين ويست، الذي استقر في منزل هنري في لانكستر عام 1756 ورسم لوحات لوليام وآن هنري، ربما بعد وقت قصير من زواجهما. والأهم من ذلك، أن هنري شجع الغرب على رسم «موت سقراط» (1756)، وربما كانت تلك أول لوحة تاريخية تم إنتاجها في المستعمرات؛ حيث كان الغرب يميلون دائمًا إلى هنري عندما أبدى اهتمامه في رسم لوحات التاريخ، وهو النوع الذي أصبح مشهورًا جدًا فيما بعد.

## إرثه
واصل أبناء هنري من بعده عمله في صناعة وتجارة الأسلحة في لانكستربولاية فيلادلفيا، وفي الناصرة، بولاية بنسلفانيا، ثم في بولتون، بولاية بنسلفانيا أيضًا. شارك أحد أبنائه جون جوزيف هنري وهو بعمر السادسة عشر في مسيرة بينيديكت أرنولد في كيبيك في خريف شتاء عام 1775 (تم القبض عليه وسجن عام 1776)، ثم شغل في وقت لاحق منصب رئيس المحكمة في المقاطعة الثانية في ولاية بنسلفانيا من 1795-1811.

## روابط خارجية
- ويليام هنري at the Biographical Directory of the United States Congress
- "Jacobsburg Environmental Education Center". Pennsylvania Department of Conservation and Natural Resources. مؤرشف من الأصل في 2017-07-11. اطلع عليه بتاريخ 2007-01-06.
- "Jacobsburg Historical Society". مؤرشف من الأصل في 2012-08-14.